# Моє завтра з тобою
Моє завтра з тобою (кор. 내일 그대와) — це південнокорейський телесеріал, що розповідає історію про чоловіка, який може переміщатися у майбутнє і який намагається змінити долі себе і своєї жінки, щоб запобігти смертельному випадку. Серіал показувався на каналі tvN щоп'ятниці та щосуботи з 3 лютого по 25 березня 2017 року. У головних ролях Сін Мін А, Лі Че Хун та Кім Є Вон.

## Сюжет
Со Чун, подорожуючи в часі на метро, дізнається про свою трагічну доля, що чекає на нього. Щоб запобігти цьому, він пробує міняти розвиток подій в сьогоденні. Одним із таких рішень стає одруження з Ма Рі, жінкою, яка живе самотнє та сумнє життя. Ма Рі у дитистві знімалася в фільмах, однак із часом втратила популярність. Тепер вона намагається стати фотографом, а також прагне жити щасливим подружнім життям.

## Акторський склад

### Головні герої
- Сін Мін А як Сон Ма Рі
- Лі Че Хун як Ю Со Чун
- Кім Є Вон як Лі Кон Сук

### Другорядні герої
- Лі Пон Рьон як О Со Рі
- Лі Чон Ин як Чха Пу Сім
- Чо Хан Чхоль як Ту Сік
- Кан Кі Тун як Кан Кі Тун
- Пак Чу Хий як Сін Се Йон
- О Кван Рок як Сін Сон Кю
- Пек Хьон Чін як Кім Йон Чін
- Чхе Тон Хьон як Хван Бі Су
- Кім Син Хун як Ван Сан Му

## Оригінальні звукові доріжки

### Повний альбом
| 내일 그대와 OST | 내일 그대와 OST                                  | 내일 그대와 OST | 내일 그대와 OST |
| #               | Назва                                            | Виконавець      | Тривалість      |
| --------------- | ------------------------------------------------ | --------------- | --------------- |
| 1.              | «꽃 Flower»                                      | Со Ін Гук       | 3:49            |
| 2.              | «내일 그대와 With You»                           | Кім Пхіль       | 4:05            |
| 3.              | «참 다행이야 Relieved»                           | Лі Се Ра        | 4:47            |
| 4.              | «내일 그대와 Main Title»                         | Лім Ха Йон      | 0:50            |
| 5.              | «인연 (Destiny)»                                 | Ім Син Пом      | 2:57            |
| 6.              | «시간여행 (Into the Time)»                       | Лім Ха Йон      | 2:30            |
| 7.              | «덕방이 주의보 (Throbbing)»                      | Ю Чон Хьон      | 2:42            |
| 8.              | «시차부적응 (Time Difference)»                   | Ю Чон Хьон      | 2:19            |
| 9.              | «환청블루스 (Purpose Blues)»                     | Ю Чон Хьон      | 3:06            |
| 10.             | «우산 속 웨딩 드레스 (Weddingdress in the Rain)» | Ю Чон Хьон      | 3:02            |
| 11.             | «꿀달 (Honeymoon)»                               | Ю Чон Хьон      | 2:24            |
| 12.             | «감춰진 시간 (Hidden Time)»                      | Лім Ха Йон      | 2:30            |
| 13.             | «어제 (Yesterday)»                               | Лім Ха Йон      | 4:16            |
| 14.             | «오늘 (Today)»                                   | Лім Ха Йон      | 3:28            |
| 15.             | «내일 (Tomorrow)»                                | Лім Ха Йон      | 2:35            |
| 16.             | «마지막 결투 (Last Duel)»                        | Лім Ха Йон      | 6:12            |
| 17.             | «Time Hole»                                      | Лім Ха Йон      | 2:05            |

### Альбом частинами
| With You (Orginal Televison Soundtrack) Part 1 | With You (Orginal Televison Soundtrack) Part 1 | With You (Orginal Televison Soundtrack) Part 1 | With You (Orginal Televison Soundtrack) Part 1 |
| #                                              | Назва                                          | Виконавець                                     | Тривалість                                     |
| ---------------------------------------------- | ---------------------------------------------- | ---------------------------------------------- | ---------------------------------------------- |
| 1.                                             | «꽃 Flower»                                    | Со Ін Гук                                      | 3:49                                           |
| 2.                                             | «꽃 Flower (Inst.)»                            | Со Ін Гук                                      | 3:49                                           |

| With You (Orginal Televison Soundtrack) Part 2 | With You (Orginal Televison Soundtrack) Part 2 | With You (Orginal Televison Soundtrack) Part 2 | With You (Orginal Televison Soundtrack) Part 2 |
| #                                              | Назва                                          | Виконавець                                     | Тривалість                                     |
| ---------------------------------------------- | ---------------------------------------------- | ---------------------------------------------- | ---------------------------------------------- |
| 1.                                             | «내일 그대와 With You»                         | Кім Пхіль                                      | 4:05                                           |
| 2.                                             | «내일 그대와 With You (Inst.)»                 | Кім Пхіль                                      | 4:05                                           |

| With You (Orginal Televison Soundtrack) Part 3 | With You (Orginal Televison Soundtrack) Part 3 | With You (Orginal Televison Soundtrack) Part 3 | With You (Orginal Televison Soundtrack) Part 3 |
| #                                              | Назва                                          | Виконавець                                     | Тривалість                                     |
| ---------------------------------------------- | ---------------------------------------------- | ---------------------------------------------- | ---------------------------------------------- |
| 1.                                             | «참 다행이야 Relieved»                         | Лі Се Ра                                       | 4:47                                           |
| 2.                                             | «참 다행이야 Relieved (Inst.)»                 | Лі Се Ра                                       | 4:47                                           |

## Рейтинги
Найнижчі рейтинги позначені синім кольором, а найвищі — червоним кольором.
| Номер #          | Дата показу      | Середнє значення кількості переглядів | Середнє значення кількості переглядів | Середнє значення кількості переглядів | Середнє значення кількості переглядів |
| Номер #          | Дата показу      | TNMS Ratings                          | AGB Nielsen                           | AGB Nielsen                           |                                       |
| Номер #          | Дата показу      | Загальнонаціональні                   | Загальнонаціональні                   | Сеул                                  |                                       |
| ---------------- | ---------------- | ------------------------------------- | ------------------------------------- | ------------------------------------- | ------------------------------------- |
| 1                | 3 лютого 2017    | 3,9 %                                 | 3,178 %                               | 3,989 %                               |                                       |
| 2                | 4 лютого 2017    | 3,1 %                                 | 3,023 %                               | 3,834 %                               |                                       |
| 3                | 10 лютого 2017   | 3,2 %                                 | 2,261 %                               | 2,586 %                               |                                       |
| 4                | 11 лютого 2017   | 3,0 %                                 | 1,808 %                               | 1,597 %                               |                                       |
| 5                | 17 лютого 2017   | 2,4 %                                 | 1,757 %                               | 1,788 %                               |                                       |
| 6                | 18 лютого 2017   | 1,9 %                                 | 1,568 %                               | 1,747 %                               |                                       |
| 7                | 24 лютого 2017   | 1,8 %                                 | 1,599 %                               | 1,839 %                               |                                       |
| 8                | 25 лютого 2017   | 1,5 %                                 | 1,122 %                               | Н/Д                                   |                                       |
| 9                | 3 березня 2017   | 1,6 %                                 | 1,158 %                               | 1,342 %                               |                                       |
| 10               | 4 березня 2017   | 1,8 %                                 | 1,518 %                               | 1,730 %                               |                                       |
| 11               | 10 березня 2017  | 1,3 %                                 | 0,868 %                               | Н/Д                                   |                                       |
| 12               | 11 березня 2017  | 1,5 %                                 | 1,081 %                               | Н/Д                                   |                                       |
| 13               | 17 березня 2017  | 1,3 %                                 | 1,022 %                               | Н/Д                                   |                                       |
| 14               | 18 березня 2017  | 1,5 %                                 | 1,094 %                               | 1,356 %                               |                                       |
| 15               | 24 березня 2017  | 1,5 %                                 | 0,943 %                               | Н/Д                                   |                                       |
| 16               | 25 березня 2017  | 2,4 %                                 | 1,822 %                               | 2,382 %                               |                                       |
| Середнє значення | Середнє значення | 2,1 %                                 | 1,61 %                                | 2,20 %                                |                                       |